# Zofia Kossaková-Szczucká
Zofia Kossaková-Szczucká (roz. Zofia Kossak, z prvního manželství Szczucka, z druhého manželství Szatkowska; 10. srpna 1889, Kośmin – 9. dubna 1968 Bílsko-Bělá) byla polská spisovatelka, novinářka, odbojářka a katolická aktivistka.
Je považována za jednu z nejvýznamnějších polských spisovatelek 20. století, v oblasti historického románu pak za jednoho z nejlepších autorů vůbec. Její díla, z nichž nejznámější jsou romány Křižáci (1935), Malomocný král (1936) a Beze zbraně (1937), byla přeložena do 16 jazyků.
Za druhé světové války byla klíčovou osobností polského protinacistického odboje, snažila se spojovat úsilí jeho jednotlivých frakcí a byla hlavní iniciátorkou a organizátorkou jeho pomoci Židům. Založila odbojové organizace Front Odrodzenia Polski, Provizorní radu pro pomoc Židům a Żegotu.
Po válce uprchla před komunistickým režimem z Polska, v roce 1957 se vrátila, nicméně její dílo bylo komunisty potlačováno. V roce 1982 obdržela od Jad Vašem posmrtně titul spravedlivá mezi národy.

## Život

### Rodina

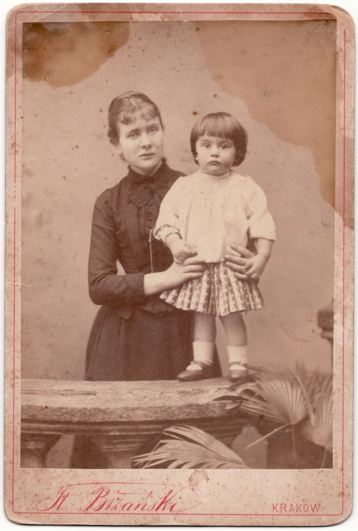
Tříletá Zofia Kossakowa se svojí matkou, Annou Kisielnickou-Kossakowou

Zofia Kossaková-Szczucká pocházela z umělecké rodiny - její strýc Wojciech Kossak a dědeček Juliusz Kossak byli známí malíři, sestřenice Marie Pawlikowska-Jasnorzewska a Magdalena Samozwaniecová zase spisovatelky.
Od roku 1906 pracovala jako učitelka ve Varšavě. V letech 1912-1913 studovala malířství na Škole výtvarných umění ve Varšavě, v letech 1913-1914 kresbu v Ženevě. V roce 1915 si vzala Stefana Szczuckého a odstěhovala se s ním na Volyň. Po jeho smrti v roce 1921 se odstěhovala do Slezska do obce Velké Hůrky. V roce 1925 se znovu vdala, tentokrát za Zygmunta Szatkowského.

### Protinacistický odboj
Za druhé světové války působila v protinacistickém odboji: spoluzaložila katolickou odbojovou organizaci Front Odrodzenia Polski a spolupracovala s řadou dalších podobných, hrála klíčovou roli v produkci tisku katolického odboje. V odboji používala krycí jméno Weronika.
Ač byla považována za jednu z hlavních představitelek polského nacionalismu a antijudaismu, sehrála nezastupitelnou roli v boji Poláků proti holokaustu. V létě 1942 sepsala slavný Protest, v němž popsala osud Židů umírajících v ghettech a vražděných ve vyhlazovacích táborech a vyjádřila naprostý nesouhlas katolíků a polského národa s tímto vražedným běsněním.
Společně s Wandou Krahelskou založila 27. září Provizorní radu pro pomoc Židům (orig. Tymczasowy Komitet Pomocy Żydom), která se stala 8. prosince jádrem nově vzniklé Żegoty. Kossaková je považována za klíčovou osobu, jejíž energické jednání a publikační činnost přispěly ke sjednocení demokratického odboje v rámci Żegoty a je považována za ideovou matku této organizace. Zároveň se poměrně úspěšně snažila sjednocovat různé proudy demokratického odboje i v ostatních oblastech činnosti a zapojovat je do struktur Zemské armády. V samotné Żegotě však působila jen velmi krátce, měla odlišné představy o fungování organizace a dostávala se do sporů s její židovskou částí, nakonec proto organizaci opustila a v rámci katolické organizace Społeczna Organizacja Samopomocy (SOS) sloužila jako spojka mezi Żegotou a katolickými kláštery a sirotčinci skrývajícími židovské děti.
V roce 1943 byla zatčena gestapem, prošla koncentračním táborem Auschwitz - Birkenau i nechvalně známým Pawiakem, obrovským štěstím pro ni bylo, že nacisté nikdy nezjistili její skutečnou totožnost. Byla odsouzena k smrti, ale s pomocí polského podzemí unikla popravě a dostala se na svobodu. V roce 1944 se účastnila Varšavského povstání.

### Po válce

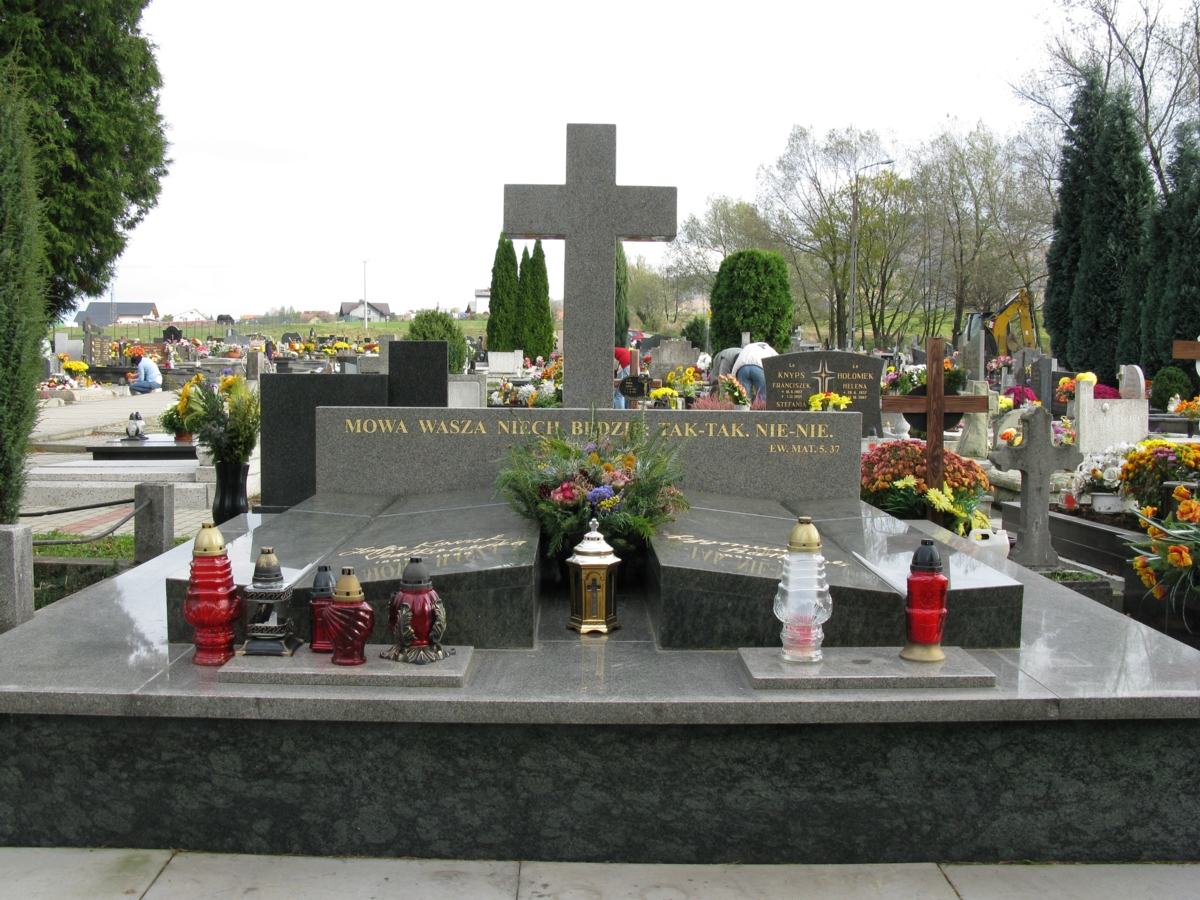
Hrob Zofie Kossakové-Szczucké

V roce 1945 byla členkou mise Polského červeného kříže ve Spojeném království, zde se rozhodla zůstat v exilu a vyhnout se tak pronásledování, které proti členům nekomunistického odboje rozpoutal komunistický režim v Polsku. Do Polska se vrátila v roce 1957, po uvolnění, které nastalo po smrti Stalina. Vydávání jejích děl bylo omezováno a po gradaci konfliktu s režimem, když odmítla jeho vyznamenání a sepsala ostrou kritiku komunismu, která byla čtena namísto nedělního kazání v katolických kostelích, byla až do pádu režimu vyškrtnuta z oficiálních dějin polské literatury a její díla nesměla vycházet.
Je pohřbena ve vesnici Velké Hůrky. V roce 1982 jí Jad Vašem posmrtně udělil titul spravedlivá mezi národy.

## Dílo
Zofia Kossaková je považována za jednu z nejvýznamnějších postav polského historického románu (po Sienkiewiczovi a Kraszewském), mimo to produkovala i úspěšná díla s náboženskou tematikou. Její knihy byly přeloženy do řady jazyků, včetně češtiny. Některé její historické romány (např. Křižáci) jsou plné Božích zásahů a zázraků, díky čemuž bývá některými autory řazena mezi autory fantasy.
- Pożoga: Wspomnienia z Wołynia 1917-1919, (1922, Požár), autorčin první román, v němž zachycuje dojmy z válečných a revolučních událostí na Volyni z let 1917-1919.
- Beatum scelus (1924), historický román ze 17. století,
- Z miłości (1926, Z lásky), vyprávění o svatém Stanisławovi Kostkovi žijícím v druhé polovině 16. století,
- Na drodze (1926),
- Kłopoty Kacperka, góreckiego skrzata (1926),
- Wielcy i mali (1927, Velcí a malí), sbírka povídek ze Slezska,
- Złota wolność (1928, Zlatá volnost), historický román z doby polského krále Zikmunda III.,
- Szaleńcy Boży (1929, Nadšenci boží), životopisy světců,
- Legnickie pole (1930, Lehnické pole), román z polského středověku odehrávající se v době bojů s Tatarů na Horním Slezsku v první polovině 13. století,
- Dzień dzisiejszy (1931, Dnešní den),
- Ku swoim (1931, Ke svým),
- Topsy i Lupus (1931),
- Nieznany kraj (1932, Neznámý kraj), sbírka povídek ze Slezska, odměněno polskou slezskou literární cenou,
- Z dziejów Śląska (1933, Z dějin Slezska),
- Pątniczym szlakiem. Wrażenia z pielgrzymki (1933), dojmy z cest ze Svaté země,
- Szukajcie przyjaciół (1934, Hledání přátel),
- S.O.S. ... ! (1934),
- Krzyżowcy (1936, Křižáci), velká čtyřsvazková románová kronika, vyznamenaná cenou časopsiu Wiadomości Literackie, která pojednává o první křížové výpravě z konce 11. století, česky zéž pod názvem O Kristovu korunu, jednotlivé díly se jmenují:
  - Bóg tak chce (Bůh to chce),
  - Fides graeca (latinsky Řecká věrnost),
  - Wieża trzech sióstr (Věž tří sester),
  - Jerozolima wyzwolona (Osvobozený Jeruzalém).
- Król trędowaty (1936, Malomocný král), historický román líčící osudy Jeruzalémského království za malomocného krále Balduina IV. a jeho pád, přivoděný vnitřním rozkladem i vítězstvím vojsk sultána Saladina.
- Bursztyny (1936, Jantary),
- Puszkarz Orbano (1936, Puškař Orbano), historický román pro mládež
- Beatyfikacja Skargi (1937),
- Bez oręża (1937, Beze zbraně), historický román z přelomu 12. a 13. století, z ovzduší, jež tvoří pozadí křižáckých výprav do Svaté země. Autorka v něm líčí životní pouť a vznešené cíle svatého Františka z Assisi, zakladatele řádu františkánů, který nakonec dobývá Svatý hrob sám a beze zbraně.
- Skarb Śląski (1937, Slezský poklad),
- Rewindykacja polskości na Kresach (1938),
- Laska Jakubowa (1938, Jakubova láska),
- Chrześcijańskie posłannictwo Polski (1938, Křesťanské poslání Polska),
- Gród nad jeziorem (1938, hrad nad jezerem),
- Trembowla (1939),
- Warna (1939),
- Z otchłani: wspomnienia z lagru (1946, Z propasti), vzpomínky koncentračního tábora,
- Suknia Dejaniry (1948),
- Przymierze (1951, Úmluva), historický román s biblickou tematikou, který zachycuje úsek ze slavných dějin židovského národa s Abrahámem jako hlavní postavou v čele.
- Błogosławiona wina (1953, Požehnaná vina), historický román,
- Kielich krwi (1954, Kalich krve),
- Rok polski: obyczaj i wiara (1955, Polský rok: obyčeje a víra), cyklus črt,
- Dziedzictwo (1956, Dědictví), první část románového cyklu z 19. století o zemanských rodových tradicích,
- W Polsce Podziemnej: wybrane pisma dotyczące lat 1939 - 1944 (1957),
- Troja północy (1960, Tři půlnoci), společně se Zygmuntem Szatkowskim, historický román o Polabských Slovanech,
- Pod lipą (1962, Pod lípou),
- Prometeusz i garncarz (1963, Prométheus a hrnčíř),
- Ognisty wóz (1963, Ohnivý vůz),
- Dziedzictwo II. (1964, Dědictví II.), druhá část románového cyklu,
- Dziedzictwo III. (1967,Dědictví III.), třetí část románového cyklu, společně se Zygmuntem Szatkowskim,
- Błogosławiony Jan Sarkander ze Skoczowa

## Česká vydání
- O Kristovu korunu, Vyšehrad, Praha 1937, přeložil Jaroslav Janouch, jde o román Křižáci,
- Legenda o svatém Mikuláši z Prstnice, Jaroslav Janouch, Praha 1938, přeložil Jaroslav Janouch, soukromý tisk,
- Z lásky, Vyšehrad, Praha 1938, přeložil P. Karel Otýlka, přehlédl Jaroslav Janouch,
- Puškař Orbano, Vyšehrad, Praha 1939, přeložil Jaroslav Janouch,
- Beze zbraně, Vyšehrad, Praha 1973, přeložil Lubomír Nakládal,
- Lehnické pole, Miroslav Stejskal, Praha 1948, přeložila Růžena Schwarzová,
- Křižáci, Vyšehrad, Praha 1948, přeložil Jaroslav Janouch, znovu vyšlo 1976, překladatel Jaroslav Janouch uveden pod pseudonymem Vojtěch Janouch.
- Malomocný král, Lidová demokracie, Praha 1958, přeložil Jaroslav Janouch,
- Úmluva, Lidová demokracie, Praha 1967, přeložila Anetta Balajková, znovu Scriptum, Praha 1993, Paulínky, Praha 2017,